# Nexa Resources
A Nexa Resources é uma empresa global de mineração e metalurgia de metais não-ferrosos, resultado da fusão da brasileira Votorantim Metais e a peruana Milpo. Está entre as cinco maiores produtoras mundiais de zinco, ocupando posição de liderança na América Latina, e conta com um portfólio diversificado, que contempla também: cobre (Cu), chumbo (Pb), prata (Ag) e outros minérios. A companhia compõe o portfólio de negócios industriais gerido pela Votorantim S.A., um dos maiores conglomerados empresariais da América Latina, que reúne outras empresas com ênfase em setores de base da economia, tais como: cimento e materiais de construção, siderurgia, alumínio, energia, celulose e agronegócio.
No Brasil, além de um escritório central localizado em São Paulo (SP) e outro escritório em Belo Horizonte (MG). A Nexa Resources mantém três operações industriais no estado de Minas Gerais (MG) e uma no estado do Mato Grosso (MT). Em Minas Gerais (MG), uma delas (a de mineração) está voltada para a extração e o beneficiamento de zinco e prata, sendo localizada na cidade mineira de Vazante (MG) e as outras duas operações são responsáveis pela metalurgia de zinco e polimetálicos, e ficam localizadas, respectivamente, nos municípios de Três Marias (MG) e Juiz de Fora (MG). Já o investimento mais recente a entrar em operação é a mina polimetálica de Aripuanã (MT). 
No Peru, a Nexa Resources possui uma refinaria de zinco no distrito de Cajamarquilla e minas de exploração mineral em Cerro de Pasco (Unidades Atacocha e El Povenir) e no distrito de Chavín (Unidade Cerro Lindo). Além disso, possui um escritório localizado em Lima.
A Nexa Resources também mantém escritórios comerciais nos Estados Unidos e em Luxemburgo, que atendem à demanda global pelos seus produtos.
Ate dezembro de 2017, segundo relatório anual divulgado, a empresa mantinha quinze projetos e unidades de exploração mineral e metalurgia, sendo seis no Brasil e nove no Peru.

## História
A Nexa Resources tem sua origem na fundação da Companhia Mineira de Metais (CMM), em 1956. Em 1996, a partir de uma reorganização no modelo de gestão, os negócios industriais da Votorantim passaram a ser agrupados conforme as linhas de atuação no mercado. Desta forma, criou-se a Votorantim Metais, que passou a gerir todo o controle estratégico das frentes de aço, níquel, zinco e, posteriormente, alumínio, com a incorporação da Companhia Brasileira de Alumínio (CBA). Em 2008, o aço deixou de fazer parte do portfólio da Votorantim Metais e passou para a gestão da recém criada Votorantim Siderurgia. Em 2016, a Votorantim Metais anunciou uma nova reestruturação, na qual a CBA foi segregada, fazendo com que o alumínio e o níquel também deixassem de fazer parte dos negócios geridos pela empresa. Já em 2017, após uma fusão entre a peruana Milpo e a brasileira Votorantim Metais, nasce a Nexa Resources.
Atualmente, o foco de atuação da empresa está na produção de: zinco, cobre, chumbo, prata e outros minérios.
Em 2024 a Nexa Resources vendeu o Complexo Morro Agudo, em Paracatu (MG), com o objetivo de otimizar o portfólio e aumentar a eficiência operacional. A empresa alegou que fatores como a proximidade do final da vida útil da mina, baixa escala e alto custo operacional da unidade, além da queda do preço do minério de zinco no mercado internacional acentuada nos últimos anos, foram determinantes para a diminuição das atividades na mina.
Também em 2024, a Nexa Resources vendeu a subsidiária peruana Minera Pampa de Cobre e o projeto Pukaqaqa, ambos envolvendo cobre. Essas vendas fazem parte da estratégia da empresa para otimizar o portfólio e gerar caixa. 
Ao longo do tempo, a empresa cresceu, se reinventou e se consolidou como uma das principais indústrias brasileiras do setor mínero-metalúrgico, sempre acompanhando e investindo nas localidades onde está presente.

### Cronologia

#### Década de 1950
- 1955 – Inaugurada, no município de Alumínio (SP), a Companhia Brasileira de Alumínio (CBA), a primeira indústria integrada desse metal no Brasil.
- 1956 – Com a fundação da Companhia Mineira de Metais (CMM), iniciam-se as pesquisas das jazidas de zinco em Vazante (MG), que forneceria o primeiro embarque do minério para a recém inaugurada unidade metalúrgica de Três Marias (MG).
- 1957 – A Votorantim assume o controle da unidade de mineração de Niquelândia (GO). A década de 60 foi marcada pelo início da extração de níquel em minas localizadas na cidade.

#### Década de 1960
- 1969 – Início da lavra a céu aberto de minério silicatado de zinco em Vazante (MG) e da produção de zinco eletrolítico pela unidade de metalurgia em Três Marias (MG).

#### Década de 1970
- 1973 – A CBA torna-se a maior fabricante de alumínio do país, respondendo por 30% do volume total produzido, e empregando cerca de 5 mil pessoas.

#### Década de 1980
- 1980 – A CBA adquire uma jazida de bauxita em Itamarati de Minas (MG) e, após oito anos de análises, o seu enorme potencial para a extração é identificado.
- 1981 – A Companhia Níquel Tocantins (CNT) produz o primeiro lote de níquel eletrolítico no Brasil, na unidade metalúrgica de São Miguel Paulista, na cidade de São Paulo (SP).
- 1982 – Início da operação da lavra subterrânea de Vazante (MG) para a extração de minério silicatado de zinco.
- 1984 – A Votorantim torna-se acionária da Mineradora Morro Agudo S.A., localizada em Paracatu (MG), produtora de concentrado sulfetado de zinco, junto com as empresas Ingá (Masa) e Paraibuna de Metais.
- 1986 – A CBA torna-se, pouco mais de 30 anos após sua inauguração, uma das maiores fábricas integradas de alumínio do mundo, produzindo 170 mil toneladas por ano.
- 1988 – A Votorantim assume o controle total da Mineradora Morro Agudo S.A., em Paracatu (MG). Neste mesmo ano, inicia-se o trabalho de construção das instalações das operações para a mineração da Zona da Mata mineira.

#### Década de 1990
- 1992 – Com investimento de US$ 500 milhões, a Votorantim conclui a expansão que eleva a capacidade de produção de níquel eletrolítico para 10 mil toneladas por ano na unidade metalúrgica de São Miguel Paulista (SP). No mesmo ano, iniciam-se os trabalhos de lavra e beneficiamento de bauxita em Itamarati de Minas (MG).
- 1993 – Em Três Marias (MG), a produção de zinco metálico em lingotes passa de 10 mil toneladas por ano para 90 mil toneladas por ano.
- 1995 – Seguindo um modelo de desenvolvimento sustentável, a Votorantim começa a usar aço reciclado como principal matéria-prima na fabricação de aços longos.
- 1996 – Depois de uma completa reestruturação no modelo de gestão da Votorantim, surge a Votorantim Metais, que passa a ser responsável pelas frentes de negócio de aço, níquel e zinco.
- 1998 – A capacidade de produção de níquel eletrolítico chega a 17,5 mil toneladas por ano na unidade de metalurgia de São Miguel Paulista (SP).

#### Década de 2000
- 2001 – A unidade de Três Marias (MG) dobra sua produção de 90 mil para 180 mil toneladas por ano de cátodo de zinco metálico.
- 2002 – A Votorantim Metais amplia sua participação no mercado brasileiro de zinco com a aquisição da Companhia Paraibuna de Metais, em Juiz de Fora (MG). A capacidade de produção, com a nova unidade de metalurgia, passa de 180 mil toneladas por ano para 270 mil toneladas por ano.
- 2003 – Início de uma nova expansão na capacidade produtiva de níquel. Investimentos fazem produção chegar a 20 mil toneladas por ano. A Votorantim Metais adquire a unidade de mineração de Fortaleza de Minas (MG), ampliando sua capacidade de produção de níquel em 50%. A unidade de mineração de Morro Agudo, em Paracatu (MG), também passa por expansão e eleva a produção para 35 mil toneladas de zinco por ano. Além disso, a unidade de mineração de bauxita em Miraí (MG) começa a ser construída.
- 2004 – A aquisição da unidade de metalurgia de zinco Cajamarquilla, no Peru, dá início à expansão da Votorantim Metais na América Latina. A nova unidade tem capacidade para produzir 160 mil toneladas de zinco por ano.
- 2005 – A Votorantim Metais amplia sua participação no mercado peruano de zinco, com a aquisição de 24,9% das ações da Milpo, quarta maior mineradora de zinco do Peru. A compra é feita por meio da unidade de Cajamarquilla, subsidiária da Votorantim Metais no Peru.
- 2007 – A Votorantim Metais adquire a norte-americana U.S. Zinc, empresa, situada nos Estados Unidos, especializada em reciclagem de resíduos industriais de galvanização, produção de zinco metálico e produtos de maior valor agregado, como óxido de zinco e pó de zinco.
- 2008 – O negócio aço deixa de fazer parte da Votorantim Metais e passa para a gestão da recém criada Votorantim Siderurgia. Começam as operações da CBA na unidade de mineração de bauxita em Miraí (MG).
- 2009 – A CBA passa a fazer parte da Votorantim Metais.
- 2010 – A Votorantim Metais assume o controle majoritário da Milpo, já naquele momento a terceira maior mineradora de zinco do Peru. Neste mesmo ano, a unidade de metalurgia de Cajamarquilla, no Peru, é duplicada, aumentando sua capacidade produtiva de 160 mil para 330 mil toneladas de zinco por ano.

#### Década de 2010
- 2010 – A Votorantim Metais adquire a Metalex, unidade de reciclagem de alumínio industrial.
- 2014 – Uma nova reestruturação muda o modelo de governança. A holding Votorantim S.A. assume um papel de orientadora e gestora de portfólio, enquanto as empresas industriais – incluindo a Votorantim Metais – ganham maior autonomia. Entre os principais reflexos da nova governança está a maior responsabilização por parte das diretorias executivas e a criação de Conselhos de Administração para cada empresa.
- 2016 – A Votorantim Metais amplia sua participação acionária na Milpo, adquirindo 80,24% das ações, e anuncia a segregação da Companhia Brasileira de Alumínio (CBA), que passa a ter governança e estrutura organizacional próprias, sendo responsável também pela gestão dos ativos do negócio níquel, que foram suspensos temporariamente no início deste ano.[8] Desta forma, o foco de atuação da Votorantim Metais passa a ser nas operações de zinco e cobre no Brasil e Peru.
- 2017 - A Votorantim Metais se funde com a mineradora peruana Milpo, criando a Nexa Resources.
- 2024 - A Nexa Resources se desfaz do Complexo Morro Agudo, em Paracatu (MG), motivada por diversos fatores (tais como a proximidade do final da vida útil da mina, baixa escala de produção e alto custo operacional da unidade).
- 2024 - A Nexa Resources vendeu a subsidiária peruana Minera Pampa de Cobre e o projeto Pukaqaqa, ambos envolvendo cobre. Essas vendas fazem parte da estratégia da empresa para otimizar o portfólio e gerar caixa.

## Unidades

### Brasil
Centro Corporativo
Localizado na Avenida Engenheiro Luis Carlos Berrini, 105, no bairro Itaim Bibi, em São Paulo (SP), é a sede administrativa e a central de vendas da Nexa Resources.
Unidade Vazante
Localizada no município de Vazante, noroeste de Minas Gerais, é uma unidade de mineração de zinco, chumbo e prata.
Unidade Três Marias
Localizada no município de Três Marias, Norte de Minas Gerais, é uma unidade de metalurgia de zinco.
Unidade Juiz de Fora
Localizada no município de Juiz de Fora, Zona da Mata Mineira, é uma unidade de metalurgia de zinco e polimetálicos.
Unidade Aripuanã
Localizada em Aripuanã, noroeste do Mato Grosso, trata-se de um da operação mais recente da empresa. Em dezembro de 2018, a Nexa Resources recebeu autorização da Secretaria de Estado de Meio Ambiente do Estado de Mato Grosso para fazer a extração e o beneficiamento de concentrados de zinco, cobre e chumbo. Além disso, trata-se de um dos Projetos Greenfield do Companhia, iniciativas com alto potencial de produção e que preveem o uso de tecnologias automatizadas, sistemas para ampliar a recirculação de água, reduzindo os volumes de captação de recurso, e ações de desenvolvimento local. As operações se iniciaram em meados de 2022.

### Peru
Unidade Cajamarquilla
Localizada em Lurigancho – Chosica, na província de Lima, é uma unidade de metalurgia de zinco e também o escritório da Nexa Resources no Peru.
Unidade Atacocha
Localizada na província de Cerro de Pasco, no centro do país, é uma das unidades de mineração de zinco, chumbo e cobre.
Unidade Cerro Lindo
Localizada no distrito de Chavín, na província de Chincha, é uma das unidades de mineração de zinco, chumbo e cobre.
Unidade El Porvenir
Localizada na província de Cerro de Pasco, no centro do país, é uma das unidades de mineração de zinco, chumbo e cobre.
Unidade Florida Canion
O projeto de exploração mineral de zinco é de propriedade e operação da Bongará S.A, em conjunto entre Nexa Peru, Solitario Exploration e Royalty Corp. e Minera Solitaria Peru S.A.C. A unidade está em funcionamento desde 2006. Desde 31 de dezembro 2017, a Nexa Peru é proprietária do mesmo com participação de 61% neste projeto conjunto, percentual que pode ser aumentado até 70,0% dependendo da satisfação de condições favoráveis de financiamento à Nexa Peru.
Projeto Magistral
O projeto de mineração de Magistral está localizado na região Ancash, no Peru, e está planejado a ser uma mina à céu aberto de cobre.
Projeto Shalipayco
Trata-se de um projeto conjunto entre Nexa Peru (que possui participação de 75,0%) e a Pan American Silver Corp (que possui os 25.0% restantes), localizado nos Andes Centrais, no Peru. É um projeto subterrâneo com potencial de polimetálicos, que contempla depósitos de zinco, chumbo e prata.
Projeto Pukaqaqa
O Projeto Pukaqaqa contempla o desenvolvimento de uma mina à céu aberto de cobre e molibdênio com créditos de ouro.
Projeto Hilarión
O Projeto Hilarión de exploração é localizado 50km sul da mina Antamina na região Ancash, no Peru, e fica à 230 km longe de Lima. É um deposito de mineral escarnito composto de massas minerais que são tabulares verticais que contém depósitos de sulfeto de zinco, chumbo, prata e cobre.

### Luxemburgo
Escritório Comercial
Localizado em Luxemburgo, é o escritório comercial da Nexa Resources para Europa, Ásia e África.

### Estados Unidos
Escritório Comercial
Localizado em Houston, no Texas, é o escritório comercial da Nexa Resources para América do Norte e América Latina.

## Prêmios e Reconhecimentos

### Prêmios em 2022
Prêmio Nacional de Inovação
Finalista na categoria: Gestão da Inovação
Personalidades do ano pela Brasil Mineral
Vencedor na categoria: Inovação e Tecnologia
Prêmio Valor Inovação Brasil 2022
Finalista na categoria: Mineração, Metalurgia e Siderurgia

### Prêmios em 2017
Prêmio Executivo de Valor 2017
Categoria: Mineração e Metalurgia

### Prêmios em 2016
Guia Exame de Sustentabilidade 2016
Categoria: Melhor em Mineração, Siderurgia e Metalurgia
Prêmio Perú 2021
Categoria: Responsabilidade Social e Desenvolvimento Sustentável
Prêmio Empresa do Ano do Setor Mineral
Categoria: Metais não-ferrosos
Prêmio de Boas Práticas Trabalhistas
Categoria: Eficiência em Gestão da Compensação, Política Salarial e Benefícios aos Trabalhadores

### Prêmios em 2015
Guia Exame de Sustentabilidade 2015
Categoria: Melhor de Mineração e Siderurgia
Prêmio Nacional de Inovação
Projeto: Gestão Estratégica de Inovação
Prêmio Empresa do Ano do Setor Mineral
Categoria: Metais não-ferrosos
Prêmio FIESP de Mérito Ambiental
Projeto: Redução da Geração de Resíduos
Prêmio de Excelência da Indústria Minero-metalúrgica Brasileira
Categoria: Manutenção

### Prêmios em 2014
Prêmio de Excelência da Indústria Minero-Metalúrgica Brasileira
Melhores Tecnologias em Processos
Prêmio Nacional de Inovação
Projeto: Gestão da Inovação Gestão de Inovação
Prêmio FIESP de Conservação e Reuso da Água
Projeto: Reutilização da Água

### Prêmios em 2013
Guia Exame de Sustentabilidade 2013
Categoria: Sustentabilidade em Mineração
Prêmio Hugo Werneck
Categoria: Gestão de Recursos Hídricos
Prêmio 200 Maiores Minas Brasileiras
Projeto: Produção, segurança e investimentos
Prêmio de Excelência da Indústria Minero-Metalúrgica Brasileira
Categoria: Otimização em Processos

### Prêmios em 2012
Guia VOCÊ S/A EXAME - As Melhores Empresas para se Trabalhar
Categoria: "Empresa Revelação do Ano"
14° Prêmio de Excelência Minero-Metalúrgica Brasileira
Categoria Processos
Categoria Gestão
Prêmio Mineiro de Gestão Ambiental
Projeto: Resíduo Zero
Projeto: Aumento da produtividade de um processo de sondagem utilizando a ferramenta Seis Sigma
14° Prêmio de Excelência Minero-Metalúrgica Brasileira
Categoria Processos: “Projeto de Redução de Pb/Ag”

### Prêmios em 2011
13º Prêmio de Excelência da Indústria Minero-metalúrgica Brasileira
Projeto "Redução de consumo de óleo nos Fornos de Redução"
13º Prêmio de Excelência da Indústria Minero-metalúrgica Brasileira
Categoria Meio Ambiente: “Redução da concentração de manganês no efluente líquido industrial tratado da Votorantim Metais”
13º Prêmio de Excelência da Indústria Minero-metalúrgica Brasileira
Categoria Processos: “Projeto de Redução de Pb/Ag”, concedido pela Revista Minérios Minerales.
10º Prêmio Ser Humano
Categoria Gestão de Pessoas: “Equipes de Alta Performance"

## Ligações Externas
- Página Oficial da Nexa Resources
- Página Oficial da U.S.Zinc
- A Hora dos Profissionais - Isto É Dinheiro
- Associação Brasileira de Alumínio
- Técnico e Mineração
- Página oficial do Grupo Votorantim
- The Business School for the World (INSEAD)
- Instituto Federal de Minas Gerais - Campus Governador Valadares
- Prêmio Nacional de Inovação
- Instituto Brasileiro de Mineração
- Votorantim Metais – CBA é reconhecida em Prêmio FIESP de Mérito Ambiental - Gazeta de Votorantim
- Revista Minérios && Minerales
- Toyota e Antares Reciclagem vencem 9º Prêmio Fiesp de Conservação e Reúso de Água - FIESP (Federação das Indústrias do Estado de São Paulo)
- IV Prêmio Hugo Werneck de Sustentabilidade & Amor à Natureza
- As empresas premiadas pelo Guia EXAME Sustentabilidade 2013 - Revista Exame
- Melhores Empresas para Trabalhar reúne 1.300 profissionais - Revista Exame
- MINING.com
- ABRH-MG divulga resultado do 10º Prêmio Ser Humano - ABRH-MG